# سل‌رسل
سل‌رسل (سُل‌رِسُل) (Solresol) نام زبان فراساخته‌ی موسیقائیِ است که در سال ۱۸۲۷ توسط ژان فراسیس سودر (۱۸۶۶–۱۸۱۷) ابداع گردید.
زبان سُل رِ سُل، نخستین زبان فراساختهٔ جهان است که با موفقیتی نسبتاً بزرگ روبرو شد و به فراسوی مرزهای کشور سازنده‌اش (فرانسه) راه یافت و طرف‌داران مشهوری نیز پیدا کرد.
سودر طرح اولیهٔ این زبان را در سِنِ بیست سالگیِ خود منتشر ساخت، اما تا هنگام فوت نیز هم‌چنان در حال تکمیل کردن آن بود. حتی پس از درگذشت وی، همسرش در پیشبرد آن کوشید. سودر در امر شناساندن زبان خود، بسیار فعال بود و موفق شد تا در انگلستان و - به‌خصوص - در فرانسه، پیروانی مشتاق را برای زبان خود بیابد. تا جایی‌که بزرگانی مانند ویکتور هوگو (۱۸۸۵–۱۸۰۲)، نویسندهٔ شهیر فرانسه و لامارتین (۱۸۶۹–۱۷۹۰)، شاعر معروف این کشور، به تأیید و هواداریِ سل‌رسل مبادرت ورزیدند. سودر توانست به دربار ناپلئون سوم نیز راه یابد.

## واج‌شناسی
سودر که از پیشگامان تلفن نیز بود، زبان سل‌رسل را بر اساس هفت نُت موسیقی (دُ، رِ، می، فا، سُل، لا، سی) بنا نهاد. این زبان، علاوه بر قابلیت تلفظ شدن، می‌توانست توسط آلات موسیقی نیز، نواخته شود. به‌علاوه، با تعویض هفت نت موسیقی، با هفت رنگ اصلیِ منشور (بنفش، نیلی، آبی، سبز، زرد، نارنجی و قرمز)، امکان این نیز وجود داشت تا از طریق علائم رنگی، دست به تبادل پیغام زد. هم‌چنین هفت حالت مختلف دست‌ها نیز برای این هفت نت ارائه گردید، تا از این طریق، این زبان برای افراد ناشنوا و لال نیز قابل استفاده باشد. از نظر آماری، با داشتن این هفت نت و امکان ترکیب آن‌ها با یک‌دیگر، این زبان دارای ۷ کلمهٔ یک‌سیلابی، ۴۹ واژهٔ دوسیلابی، ۳۳۶ لغت سه‌سیلابی، ۲۲۶۸ کلمهٔ چهارسیلابی و ۹۰۷۲ واژهٔ پنج سیلابی بود، که در کل، دایرهٔ لغات آن را به ۱۱۷۳۲ واژهٔ بنیادی می‌رساند. تغییر محل آکسان یا تکیه، از سیلابی به سیلابی دیگر نیز، هم واژگانی جدید می‌آفرید و هم اَشکال گوناگونِ دستوری را در اختیار می‌گذارد. در این زبان، کلمات یک یا دوسیلابی به ضمایر، حروف ربط، حروف عطف و مانند آن، اختصاص یافته بود. واژه‌های سه سیلابی اختصاص به کلماتی داشت که از بقیهٔ کلمات بیشتر مورد استفاده است.

## سل‌رسل پس از سودر
بیوهٔ سودر، برای پیشبرد هرچه بیشتر زبان همسرش، دست به تأسیس انجمنی در پاریس زد که تا ابتدای قرن بیستم نیز پابرجا بود. سل‌رسل زبانی بود کاملاً تجریدی که نه ارتباطی با زبان‌های نظری و فلسفی داشت و نه دارای شباهتی با زبان‌های تجربی و عملی، مانند لاتین‌های ساده شده بود؛ این زبان هم‌چنین فاقد هرگونه قرابتی با زبان‌های طبیعیِ موجود بود، ولی با وجود این توانست به موفقیت‌های مذکور دست یابد. بنابر این، موفقیت نسبیِ سل‌رسل، این استنتاج را در اختیار ما می‌گذارد که حتی عجیب‌ترین طرح‌ها نیز می‌تواند پیروانی را برای خود بیابد، مشروط بر این‌که تنها به‌عنوان یک کتاب، چاپ و منتشر نشود، بلکه برای شناساندن و پیشبرد آن، زمان و انژیِ لازم، سرمایه‌گزاری شود.